# Hilara atra
Hilara atra är en tvåvingeart som beskrevs av Friedrich Hermann Loew 1862. Hilara atra ingår i släktet Hilara och familjen dansflugor. Inga underarter finns listade i Catalogue of Life.